# Devogelia intonsa
Devogelia intonsa là một loài thực vật có hoa trong họ Lan. Loài này được Schuit. mô tả khoa học đầu tiên năm 2004.